# Pfahlbausiedlung von Bacino Marina
Koordinaten: 45° 26′ 32,1″ N, 10° 41′ 36,6″ O

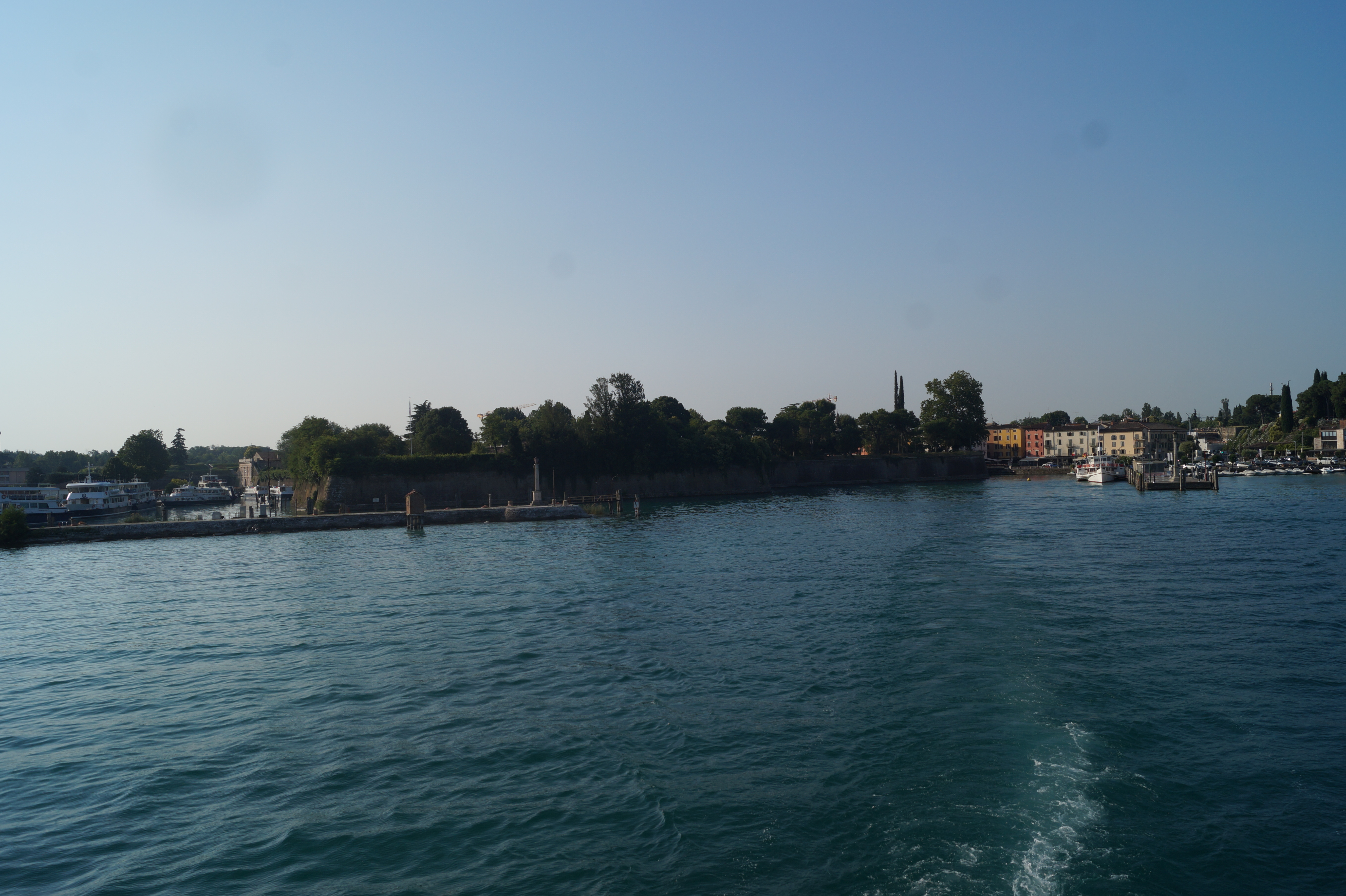
Vor der Bastion Querini lag einst die Pfahlbausiedlung von Bacino Marina

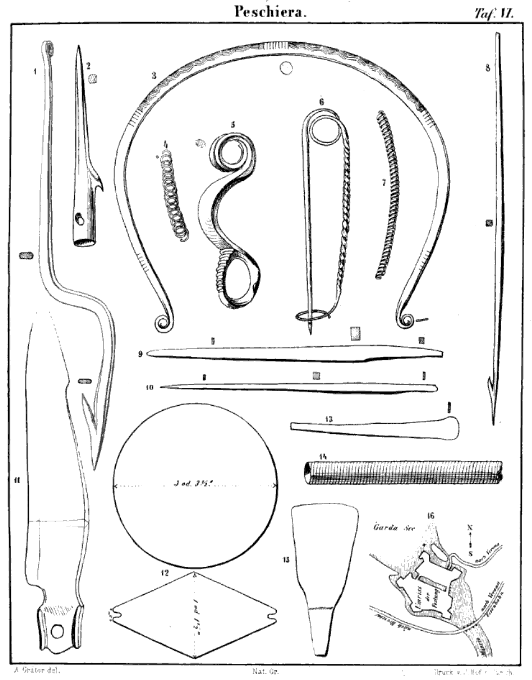
Funde aus der Pfahlbausiedlung von Bacino Marina

Die Pfahlbausiedlung von Bacino Marina (italienisch Palafitte di Bacino Marina) war eine bronzezeitliche Stelzensiedlung auf dem Gardasee in Peschiera del Garda. Sie gilt als assoziierte Station der 111 Prähistorischen Pfahlbauten um die Alpen, die 2011 in die Liste des UNESCO-Welterbes aufgenommen wurden. Auf dem Gebiet der italienischen Gemeinde  Peschiera del Garda fand man noch die Pfahlbausiedlungen  von Belvedere, von Frassino, von Maraschina (italienisch Palafitte della Maraschina) und die Pfahlbausiedlungen am Abfluss des Mincio (italienisch Imboccatura del Mincio).

## Entdeckung
Der Militärhafen von Peschiera musste 1861 für ein neu gebautes Kanonenboot der Gardaseeflottille um über 2 m vertieft werden. Beim Graben mit einem sogenannten Paternoster-Bagger nördlich der Bastion Querini förderte man zahlreiche Bronzegegenstände zu Tage. Diese wurden von dem österreichischen Oberleutnant Heinrich von Silber und dem Marineingenieur Lorentz verwahrt. Von Silber vermutete, dass hier einst ein Schiff mit den Gegenständen an Bord gesunken war. Zahlreiche Baumstämme, die in den Seeboden gerammt waren erschwerten die Arbeit, so dass man dachte, dass hier eine am Gardasee häufig anzutreffende Fischerhütte stand, weshalb man auch die gefundenen Tonscherben entsorgte. Nachdem von Silber jedoch mit dem Archäologen Johannes Freudenberg aus Bonn Verbindung aufgenommen hatte, reifte die Einsicht, dass hier einst eine Pfahlbausiedlung stand.
Ein Jahr später schrieb von Silber einen Brief an den Schweizer Archäologen Ferdinand Keller, den Entdecker der prähistorischen Pfahlbauten, in dem er über seinen Fund berichtete. Keller reiste nach Peschiera del Garda und untersuchte zusammen mit dem österreichischen Archäologen Eduard von Sacken die Funde.
Im April 1879 führte Stefano de Stefani nochmals Untersuchungen nördlich der Bastion Querini durch, machte jedoch keine bedeutenden Funde.

## Beschreibung
Die Anordnung der Pfähle war im Nachhinein nicht mehr zu ermitteln. Von Silber konnte sich jedoch daran erinnern, dass die Stämme, die im Schlick steckten, hauptsächlich aus Steineiche bestanden, etwa 1,20 bis 1,50 m lang waren und einen Durchmesser von etwa 10 bis 12,5 cm hatten. Anhand der Funde war die Pfahlbausiedlung von der mittleren bis in die späte Bronzezeit (etwa 1600–1200 v. Chr.) besiedelt. Keller stellte fest, dass sich die Funde kaum von denen vom Neuenburgersee unterschieden und schloss deshalb auf enge Beziehungen innerhalb der Terramare-Kultur in den Südalpen. Unter den Bronzegegenständen, die 1861 gefunden wurden, befand sich eine einfache Fibel, die aus Bronzedraht hergestellt war. Da es die erste Fibel dieser Art war, wurde sie auch als Peschierafibel bezeichnet.
Stefano de Stefani fand Gegenstände aus reinem Kupfer, Blei und Zinn. Außerdem entdeckte er Schmelztiegel und Schlacke. Aus diesem Grund vermutete er, dass vor Ort Metallurgie betrieben wurde. Weitere Funde waren eine Pfeilspitze aus Feuerstein, Schleudersteine und Schleifsteine.